# Лисичковые
Лиси́чковые (лат. Cantharellaceae) — семейство грибов порядка Лисичковые.

## Общие сведения
Лисичковые длительное время относились к агариковым грибам, поскольку у целого ряда видов данного семейства плодовые тела шляповидные и трубковидные с гладким или складчатым гименофором. От настоящих агариковых грибов лисичковые отличаются двумя следующими признаками:
- гименофор из псевдопластинок — вильчатых складок с тупым или округлённым краем;
- особый тип базидии (стихобазидия), имеющий цилиндрическую форму; возникает в результате продольных делений ядра материнской клетки базидии.

Плодовые тела у представителей семейства, как правило, трубковидные или воронковидные, мясистые или мясистоплёнчатые, зачастую яркоокрашенные — жёлтые, оранжевые, охряные — или сероватые, буроватые. Мякоть упругая, плотная. Гименофор складчатый, желобчатый или почти гладкий. Споры белые, эллиптические; споровый порошок белый или светлоокрашенный. Растут лисичковые на почве, лесной подстилке. Многие виды (Cantharellus sp.) микоризные, другие — сапротрофные (Craterellus sp.).
В семействе несколько съедобных и даже деликатесных грибов — лисичка обыкновенная (Cantharellus cibarius), лисичка желтоватая (Cantharellus lutescens), вороночник рожковидный (Craterellus cornucopioides), тогда как другие несъедобны. Ядовитых видов среди лисичковых нет.
В настоящее время таксономия семейства подвергается ревизии — так, род Gomphus, ранее относимый к нему, по результатам исследования рДНК оказался принадлежащим к фаллюсовым (порядок Phallales), а некоторые виды лисичек (Cantharellus) — к роду вороночников (Craterellus).

## Классификация
В семействе описано 5 родов и около 100 видов.
- Cantharellus Juss., 1789 typus — Лисичка
  - Cantharellus cibarius Fr., 1821 — Лисичка обыкновенная
  - Cantharellus cinereus Pers., 1794 — Лисичка серая
  - Cantharellus cinnabarinus (Schwein.) Schwein., 1832 — Лисичка киноварно-красная
  - Cantharellus lutescens (Pers.) Fr., 1821 — Лисичка желтеющая, или Лисичка желтоватая
  - Cantharellus pallens Pilát, 1959 — Лисичка бледная
  - Cantharellus tubaeformis Fr., 1821 — Лисичка трубчатая и др.
- Craterellus Pers., 1825 — Вороночник
  - Craterellus aureus Berk. & M.A. Curtis, 1858
  - Craterellus cornucopioides (L.) Pers., 1825 — Вороночник рожковидный
  - Craterellus peckii R.H. Petersen, 1976
  - Craterellus sinuosus (Fr.) Fr., 1838 — Вороночник извилистый
  - Craterellus verrucosus R.H. Petersen, 1975 и др.
- Goossensia Heinem., 1958
  - Goossensia cibarioides Heinem., 1958
- Parastereopsis Corner, 1976
  - Parastereopsis borneensis Corner, 1976
- Pseudocraterellus Corner, 1957 — Ложновороночник
  - Pseudocraterellus alutaceus (Bres.) D.A. Reid, 1962
  - Pseudocraterellus calyculus (Berk. & M.A. Curtis) D.A. Reid, 1962 и др.[2]

В России 10 видов из 3 родов, в том числе род Вороночник (Craterellus) и род Лисичка (Cantharellus).